# Per-Olof Olsson
Per-Olof Olsson, all'anagrafe Per-Olof Verner Olsson (Stoccolma, 10 dicembre 1918 – Vadstena, 12 ottobre 1982), è stato un nuotatore svedese.
Ha gareggiato nei 100 metri dorso maschile alle Olimpiadi estive 1948. Ha vinto 2 medaglie ai Campionati europei di nuoto 1947.